# Kamtjatkabirk
Kamtjatkabirk (Betula ermanii), også skrevet Kamtjatka-Birk, er et lille, løvfældende træ med en åben og uregelmæssig vækst. 

## Beskrivelse
Hovedgrenene er krogede og tykke. Barken er først brun med markerede, næsten hvide barkporer. Snart efter bliver den hvid med utydelige bånd af korkporer, og til sidst er barken afskallende og cremehvid eller rosahvid. Gamle stammer kan få en grå, furet bark. Knopperne er spredte, tiltrykte, kegleformede og spidse med grønne og brune knopskæl. Bladene er bredt ægformede med savtakket rand og 7-11 tydelige bladribber. Oversiden er læderagtig og mørkegrøn, mens undersiden er lyst grågrøn med lysebrune hår. Høstfarven er lysende guldgul. 
Blomstringen sker i april, hvor de hanlige blomster straks ses samlet i hængende rakler, mens de hunlige rakler er oprette. Frugterne er vingede nødder. 
Rodnettet er vidt udbredt, men højtliggende.
Højde x bredde og årlig tilvækst: 12 x 8 m (35 x 25 cm/år). Disse mål kan fx anvendes, når arten udplantes.

## Hjemsted
Arten er udbredt i det østlige Sibirien, i Kamtjatka og på Sakhalin samt i Nordkina, Korea og Japan, hvor den findes i blandede skove og bjergskove på meget mager og nærmest rå jord. 
På Kamtjatka-halvøen findes denne art i en række forskellige plantesamfund, afgrænset i forhold til blandede nåleskove på de mildeste, havnære dele og i forhold til de alpine områder inde i landet og på bjergene. Den findes sammen med bl.a. agerbær, gederams, blåfrugtet gedeblad, Geranium erianthum (en art af storkenæb), hyldebladet røn, Moehringia lateriflora (en art af skovarve), Pedicularis resupinata (en art af troldurt), Rosa amblyotis, Saussurea pseudotilesii, (en art af fjeldskær) og trenervet snerre
| Portal | Portal:Botanik |

## Note
1. ↑  Pavel V. Krestov, Alexander M. Omelko og Yukito Nakamura: Vegetation and natural habitats of Kamchatka Arkiveret 29. juli 2014 hos  Wayback Machine (engelsk)